# となりの美咲さん
となりの美咲さんは、『みこすり半劇場』で連載している4コマ漫画作品。作者は小本田絵舞。

## 登場人物
綾瀬美咲（あやせ みさき）
この漫画の主人公。旧姓は加納（かのう）。
夫である綾瀬光明とは職場で知り合った。スーツフェチ。
綾瀬光明（あやせ みつあき）
美咲の夫で、エリートサラリーマン。美咲の初恋の相手。
かなりの愛妻家。
妹（いもうと）
美咲の実の妹で、本名は不明。美咲と違い常識を持っている人物。
彼女の夫は、家を出ている模様。
谷田（たにだ）
近所に住む大学生。見た目の通り好青年だが、野獣な面もある。
佐々木（ささき）
綾瀬家の近所に住む青年。背広の着こなしは上手だが、性格が悪い。
紋鳥打太（もんどり うった）
美咲が通うカルチャー教室の講師。打輝（うってる）という双子の兄がいる。
轟ラム（とどろき らむ）
美咲の従姉妹。「いベニヒップ」というAV（アダルトビデオ）の企画会社で、アダルトビデオの助監督を勤めている。
仕事柄、どこに行っても仕事と結びつけてしまうのが玉にキズ。